# Ferrovia Sevnica-Trebnje
La ferrovia Sevnica-Trebnje (Železniška proga Sevnica–Trebnje in sloveno) è una linea ferroviaria regionale che unisce le cittadine di Sevnica e Trebnje, attraversando la Slovenia sudorientale.

## Storia
Nel 1908, la Unterkrainer Bahnen ottenne la concessione per la costruzione della linea ferroviaria Trebnje-Krmelj, diramazione della ferrovia per Karlovac. Il motivo principale dell'interesse per la linea ferroviaria era servire la miniera di carbone a Krmelj. Il tratto tra Trebnje e Krmelj fu inaugurato il 15 novembre 1908.
Il collegamento da Tržišče a Sevnica fu costruito tra il 1936 e il 1938. Il capolinea originario della linea presso la miniera di carbone di Krmelj divenne così una diramazione, mantenuta attiva fino al 1996.

## Percorso
|  | Unknown route-map component "STR+l" | Unknown route-map component "CONTfq" |

| Station on track |

| Unknown route-map component "CONTgq" | Unknown route-map component "ABZgr" |  |

| Unknown route-map component "hbKRZWae" |

| Stop on track |

| Unknown route-map component "bWBRÜCKE1" |

| Stop on track |

| Unknown route-map component "exKBHFa" | Straight track |  |

| Unknown route-map component "exWBRÜCKE1" | Small bridge over water |  |

| Unknown route-map component "exKRWl" | Unknown route-map component "eKRWg+r" |  |

| Station on track |

| Unknown route-map component "bWBRÜCKE1" |

| Stop on track |

| Unknown route-map component "bWBRÜCKE1" |

| Unknown route-map component "bWBRÜCKE1" |

| Station on track |

| Unknown route-map component "bWBRÜCKE1" |

| Stop on track |

| Unknown route-map component "bWBRÜCKE1" |

| Station on track |

| Unknown route-map component "bWBRÜCKE1" |

| Stop on track |

| Stop on track |

|  | Unknown route-map component "ABZg+l" | Unknown route-map component "CONTfq" |

| Station on track |

| Unknown route-map component "CONTgq" | One way rightward |  |